# Associació Lliure de Sindicats d'Alemanya
L'Associació Lliure de Sindicats d'Alemanya (alemany: Freie Vereinigung deutscher Gewerkschaften; abreujat FVdG; el seu nom també es podria traduir com a Lliure Associació de Sindicats d'Alemanya o Aliança Lliure Alemanya de Sindicats) fou una federació sindical al Segon Imperi Alemany i a començaments de la República de Weimar. Va ser fundada el 1897 a Halle amb el nom de Vertrauensmänner-Zentralisation Deutschlands (Centralització de Representants d'Alemanya) com l'organització coordinadora nacional del moviment localista d'aquell moment del moviment obrer alemany, i va existir fins a l'any 1919, en què es va unir amb altres sindicats alemanys per a formar el Sindicat Lliure de Treballadors d'Alemanya, il·legalitzat i dissolt en 1933 per Adolf Hitler.
Als anys noranta del segle xix, els localistes havien rebutjat la centralització del moviment obrer després de l'abolició de les lleis antisocialistes alemanyes de 1890 i van preferir les estructures democràtiques de tipus grassroots. La manca d'una llei de vaga aviat va conduir a conflictes dins l'organització. Abans d'acordar l'any 1903 un sistema de solidaritat voluntària es van avaluar diverses formes de prestar ajuda financera a les vagues, el mateix any es va crear el sindicat amb el nom d'Associació Lliure de Sindicats d'Alemanya.
Durant els anys següents a la seva formació, l'FVdG va començar a adoptar posicions cada vegada més radicals. Durant el debat en el moviment socialista alemany sobre l'ús de les vagues massives, l'FVdG avançà l'opinió que la vaga general havia de ser una arma en mans de la classe obrera. La federació crèia que la vaga massiva era l'últim pas abans de la revolució social i es va tornar cada vegada més crítica amb l'acció parlamentària. Les disputes amb el sector majoritari del moviment obrer finalment van conduir a l'expulsió de l'FVdG de membres del Partit Socialdemòcrata d'Alemanya (SPD) el 1908 i a la ruptura completa de relacions entre les dues organitzacions. Les posicions anarquistes i sindicalistes en particular van esdevenir cada vegada més populars dins de la FVdG. Durant la Primera Guerra Mundial, el FVdG va rebutjar l'SPD i la cooperació del moviment general obrer amb l'estat alemany conegut com el Burgfrieden, però va ser incapaç d'organitzar una resistència real o mantenir les seves activitats habituals durant la guerra. Immediatament després de la revolució de novembre, el FVdG es va convertir ràpidament en una organització de masses. Fou particularment atractiu per als miners de la regió del Ruhr, oposats a les polítiques dels principals sindicats reformistes. El desembre de 1919, la federació es va unir amb altres sindicats minoritaris de l'esquerra comunista per convertir-se en el Sindicat Lliure de Treballadors d'Alemanya (FAUD, de l'alemany, Freien Arbeiter-Union Deutschlands).

## Antecedents
| De Freie Vereinigung deutscher Gewerkschaften |
|                                               |
| En alemany                                    |
|                                               |

Segons Angela Vogel i Hartmut Rübner, Carl Hillmann, un tipògraf i sindicalista destacat en la dècada de 1870, va ser el "pare intel·lectual" del moviment localista i del moviment anarcosindicalista. L'asseveració de Vogel i Rübner es basa en el fet que Hillmann va ser el primer a Alemanya a examinar el paper principal dels sindicats en la creació de les condicions per a una revolució social, a més de per millorar les condicions de vida dels treballadors. També va advocar per una estructura d'unió descentralitzada de la federació de sindicats. Molts dels darrers anarcosindicalistes, com per exemple Rudolf Rocker, estaven d'acord amb aquesta idea. Hans Manfred Bock, en canvi, no veu proves de la influència de Hillmann sobre l'FVdG.

### Reacció a les lleis antisocialistes

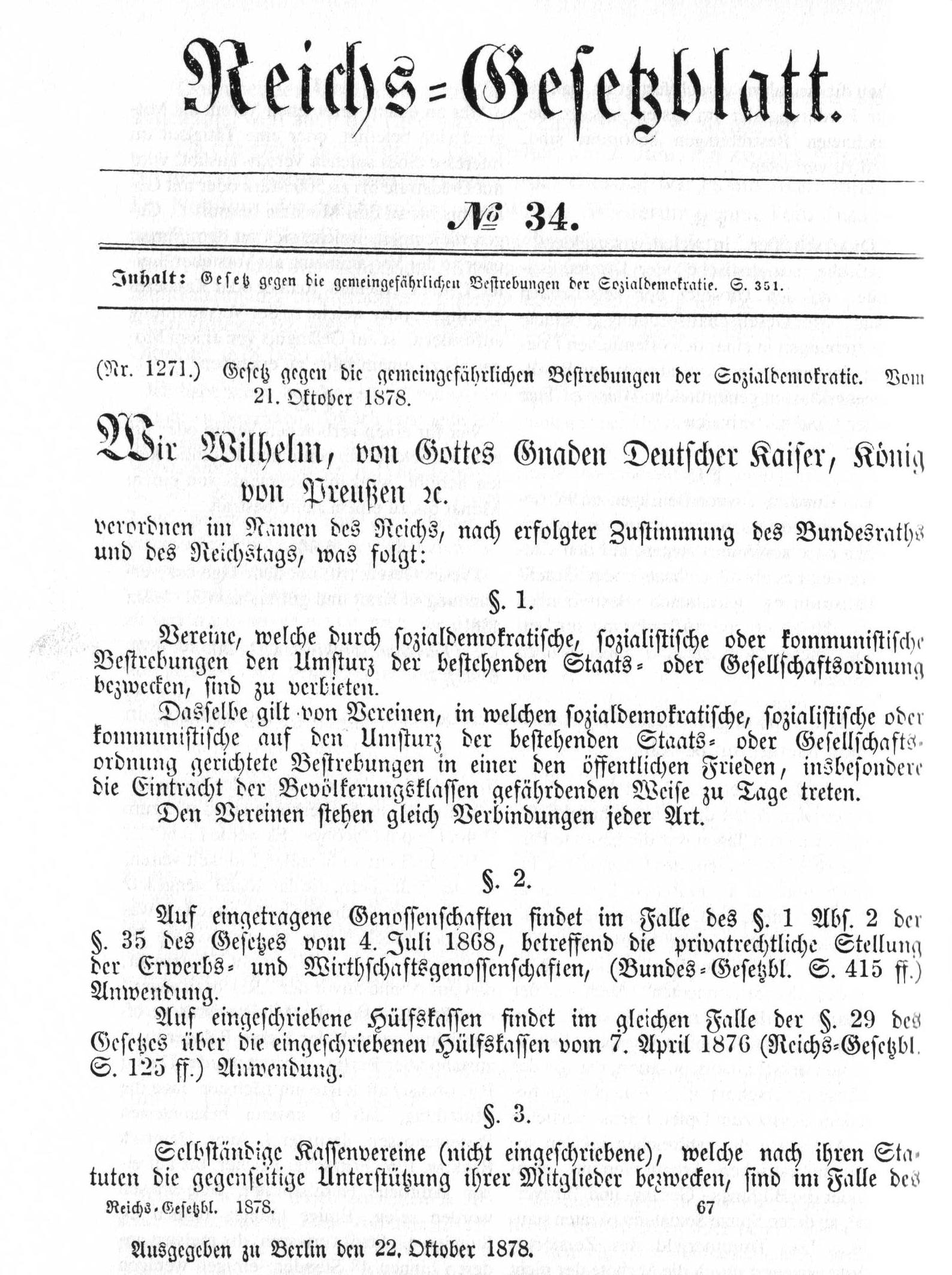
Publicació Oficial de la primera Llei Antisocialista, 1878

De 1878 a 1890 les lleis contra els socialistes van prohibir tots els sindicats socialistes. Només unes poques organitzacions locals, comunicades per mitjà d'intermediaris i operant de forma clandestina, aconseguiren sobreviure, ja que aquesta forma d'organització era més fàcil de protegir contra la repressió estatal.
Després que aquestes lleis no es prorroguessin en 1890, es va fundar el Comitè General dels Sindicats d'Alemanya (Generalkommission der Gewerkschaften Deutschlands) el 17 de novembre en una conferència a Berlín per centralitzar el moviment obrer socialista. El 1892, al Congrés de Sindicats de Halberstadt (Halberstädter Kongress) es va dur a terme l'organització de molts de sindicats locals en el marc del comitè.

### Els sindicats localistes

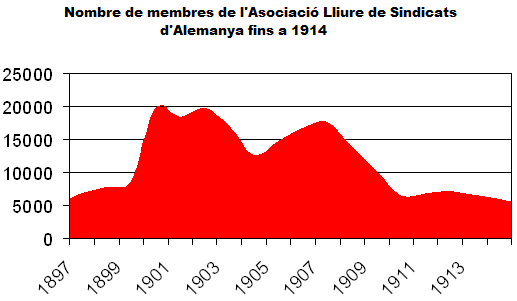
Nombre de membres de l'FVdG abans de la I Guerra Mundial

Els localistes, 31.000 dels quals van estar representats en aquest congrés, volien retenir molts dels canvis que s'havien adoptat durant el període de repressió. Per exemple, s'oposaven a organitzacions independents per qüestions polítiques i econòmiques, com ara el partit i el sindicat. Especialment volien mantenir les seves estructures de base democràtica. També van advocar perquè els sindicats locals fossin una xarxa de delegats en lloc de l'ordenada forma centralitzada, i desconfiaven de les estructures burocràtiques.
Les propostes dels localistes van ser rebutjades en el congrés de Halberstadt, de manera que es van negar a unir-se als sindicats centralitzats, i van esdevenir les Unions de Sindicats Lliures. No renunciaren a la democràcia social, sinó que van ser considerats com a avantguardistes dins el moviment socialdemòcrata a Alemanya.
El bastió principal dels localistes es trobava a Berlín, encara que els sindicats localistes existien també a la resta de l'Imperi Alemany. Els treballadors com als paletes, fusters, i algunes professions dels metalls, especialment els que requereixen un major grau de qualificació, com calderers, orfebres i argenters, hi van estar representats en gran nombre. Cap al 1891 hi havia almenys 20.000 treballadors del sector del metall en els sindicats localistes, més que en el centralitzat Sindicat de Treballadors Metal·lúrgics Alemany (Deutschen Metallarbeiter-Verband).

## Fundació

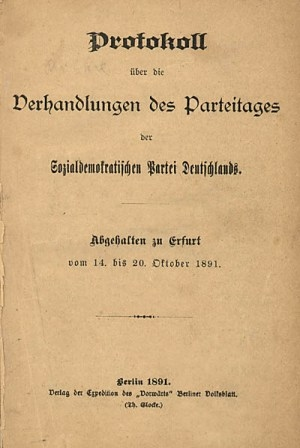
Portada del Programa d'Erfurt

En un congrés a 1897 a Halle, els localistes fundaren una organització nacional pròpia, La Centralització dels Representants d'Alemanya (Vertrauensmänner-Zentralisation Deutschlands). El congrés va ser originalment planejat per tenir lloc un any abans, però la falta d'interès va obligar a ajornar-lo. Hi havia 37 delegats al congrés que representaven 6.803 membres del sindicat. Gairebé dos terços dels delegats procedien de Berlín o Halle. Gairebé la meitat dels delegats treballaven a la indústria de la construcció, si bé 14 delegats procedien de professions altament especialitzades. El Congrés va decidir crear una Comissió Executiva (Geschäftskommission) de cinc persones a la seu de Berlín per a organitzar accions polítiques, ajudar en la comunicació entre les organitzacions locals, i augmentar el suport financer a les vagues. Fritz Kater va esdevenir el president de la comissió. Es va fundar un diari, Solidarität (en català, Solidaritat), el nom del qual va canviar a Die Einigkeit (La Unitat) l'any següent. En un inici era bisetmanal i a partir de 1898 va esdevenir setmanal.
La decisió de fundar una organització nacional va ser probablement el resultat de tres factors. En primer lloc, els sindicats eren cada vegada més un corrent reformista i centralitzat. En segon lloc, els localistes havien guanyat confiança amb la seva participació en la vaga dels treballadors dels molls a Hamburg de 1896/1897. En tercer lloc, la pèrdua de membres (per exemple, els treballadors metal·lúrgics de Berlín que es van reincorporar a la DMV el 1897) va convèncer els localistes de la necessitat d'actuar.
Les relacions de la Centralització dels Representants amb l'SPD va ser ambivalent. L'organització es va aliar amb l'SPD i va donar suport al Programa d'Erfurt. Al mateix temps, la majoria del partit es va oposar a la fundació de la Centralització dels Representants i va exhortar als seus membres a afiliar-se als sindicats centralitzats. L'FVdG va romandre afiliat a l'SPD, que al seu torn ho tolerà perquè l'SPD tenia por que una divisió donàs lloc a una gran pèrdua de membres. L'FVdG va declarar que s'incorporaria als sindicats centralitzats, així com la direcció de l'SPD desitjava, només si els sindicats centralitzats acceptaven els principis d'organització de l'FVdG.

## Els primers anys
Els primers anys de la centralització dels representants d'Alemanya van estar dominats pel debat sobre com finançar les vagues dels sindicats locals individuals i especialment com aquests podrien conservar la seva autonomia a l'hora que rebien ajuda financera.

### Finançament voluntari
Al començament l'ajuda entre les organitzacions locals havia estat voluntari, però aquest sistema es va anar fent cada vegada menys pràctic, sobretot amb el canvi de segle. Aquesta època va estar marcada per nombroses grans vagues a les quals els empresaris van reaccionar d'una manera agressiva, sovint acomiadant a tots els treballadors.
El 1899, el Comitè Executiu es va sentir obligat a donar suport a una vaga a Braunschweig. Es va demanar un préstec, que va ser pagat amb les quotes i donacions dels sindicats de Berlín. L'any següent, el Comitè Executiu es va endeutar en 8.000 marcs amb el seu suport a les vagues. Part del deute va ser pagat per l'SPD mentre que la resta es repartí entre els sindicats locals.

### Quotes sindicals i donacions
Per això, el 1900, el sistema de finançament va ser reemplaçat per un altre molt més complex, de quotes sindicals i donacions destinades a augmentar els fons destinats a donar suport a les vagues, però ja en 1901 es va substituir per considerar-se poc pràctic.
El nou sistema de 1901 obligava que cada sindicat local i el Comitè Central creessin fons de vaga. Els sindicats locals tindrien suport des de Berlín a les seves vagues, en determinades circumstàncies; i el finançament del Comitè Central Executiu es faria per part de totes les organitzacions locals, en quantitats proporcionals al nombre dels seus afiliats i del seu salari mitjà. Aquest sistema també va presentar problemes perquè sancionava als sindicats més rics, i especialment als treballadors de la construcció a Berlín, que tenien majors salaris però també costos de vida més alts.
des de 1901 a 1903, moltes organitzacions petites es van unir a la federació, però el nombre de membres total de la FVdG va caure atès que el sistema de suport a la vaga punitiva va portar a la destrucció d'alguns grans sindicats.

### Retorn a les contribucions voluntàries
El 1903, la federació no només va canviar el seu nom a Associació Lliure de Sindicats d'Alemanya, sinó també va decidir tornar al vell sistema de contribucions voluntàries, que es va mantenir fins a 1914. El Comitè Central Executiu va treballar perquè els sindicats locals contribuïssin tant com poguessin, i sovint va recórrer a amenaçar-los amb l'expulsió per tal de poder recaptar fons per a una vaga. Fritz Kater va denominar a això una dictadura necessària per al moviment, malgrat això les organitzacions locals encara tenien molta més autonomia que els seus col·legues d'altres federacions de treball alemanyes.

## Radicalització i escissió de l'SPD

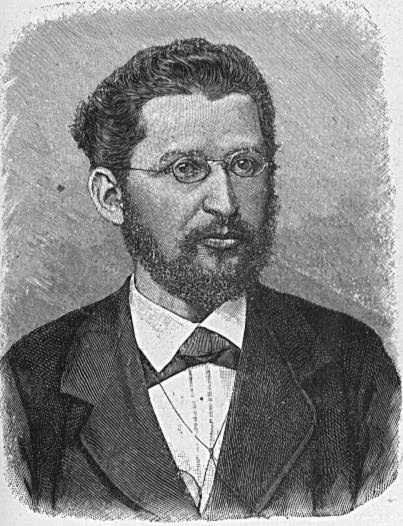
El marxista Eduard Bernstein

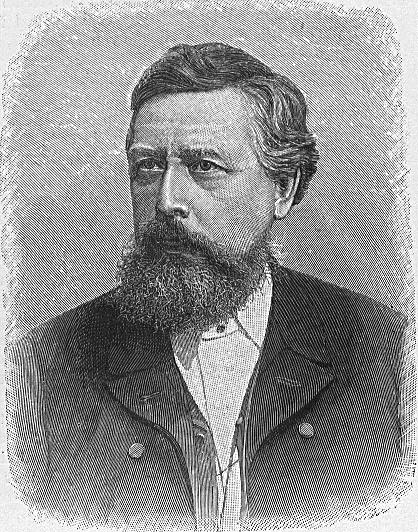
El socialista Wilhelm Liebknecht

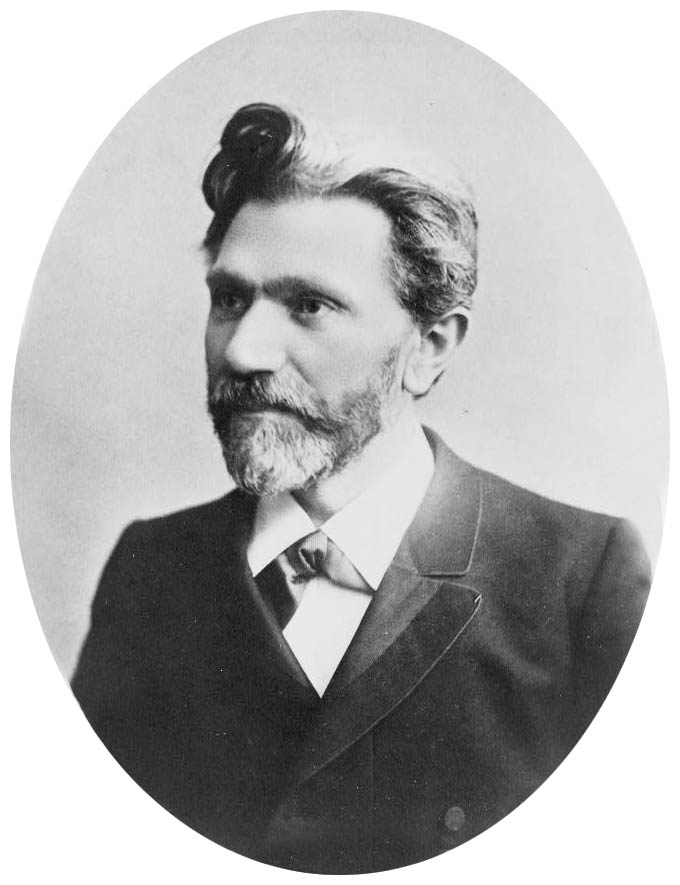
August Bebel, proposà la resolució per expulsar els membres de l'FVdG de l'SPD

Durant la primera dècada del segle XX, l'FVdG va passar de ser una federació sindical localista a ser una organització sindical de treball de tendència anarquista. El procés va ser iniciat per la mort de Gustav Kessler, l'ideòleg més important de la FVdG, el 1903. El seu paper va ser assumit en gran manera pel metge Rafael Friedeberg.

### Sindicalistes moderats i sindicalistes extrems
El 1903, una disputa entre l'FVdG i els Sindicats Lliures de Berlín va portar a la comissió del partit a intervenir i patrocinar les converses encaminades a la reunificació de les dues ales del moviment obrer alemany. A la reunió, l'FVdG va abastar una sèrie de compromisos, el que va donar lloc a protestes dels membres. Aviat més d'un terç dels membres van abandonar el sindicat.
El congrés de l'FVdG de 1903 va elegir un grup per continuar les negociacions amb els sindicats lliures. Aquest grup va exigir que les Unions de Sindicats Lliures localistes adoptassin els principis d'organització localistes com un requisit previ per a la reunificació. El grup de l'FVdG es va adonar que aquesta demanda no era realista, però confiava que l'expulsió dels revisionistes de l'SPD durant el debat sobre les tesis d'Eduard Bernstein enfortiria la seva posició. La impossibilitat d'una reconciliació entre tots dos es va fer evident el març de 1904, des de la reunificació prevista tant per la direcció de l'SPD com per les Unions de Sindicats Lliures es va continuar en una línia d'integració de l'FVdG en les Unions de Sindicats Lliures.

### Debat sobre l'ús de la vaga general
La desil·lusió de l'FVdG amb el moviment socialdemòcrata es va aprofundir durant el debat de la vaga massiva. El paper de la vaga general per al moviment socialista es va discutir per primera vegada a l'FVdG el 1901. El 1903, l'SPD al congrés de Dresden, Raphael Friedeberg va proposar discutir el tema, però la seva proposta va ser rebutjada pel Congrés. L'any següent, es va acceptar una proposta de Wilhelm Liebknecht i Eduard Bernstein per iniciar el debat sobre el tema, ja que s'havien distanciat de les posicions de Friedeberg.
Liebknecht i Bernstein, com a ala esquerra del partit, van expressar l'opinió que la vaga general no ha de ser utilitzada per provocar l'estat sinó per a defensar els drets polítics (especialment el dret a vot) no sigui cosa que l'Estat vulgui abolir aquests drets. La facció més conservadora del partit es va oposar a adoptar aquest concepte.
L'any 1904, Friedeberg, parlant en nom de l'FVdG, va avançar la idea que la vaga general ha de ser una arma en mans del proletariat i que seria l'últim pas abans de la revolució socialista. El 1905, el seu discurs sobre aquest tema era encara més radical. Va afirmar que el materialisme històric, un pilar del Marxisme, era el culpable de la impotència suposada de la socialdemocràcia, i va introduir el concepte alternatiu de psiquisme històric, que sostenia que la psicologia humana va ser més significativa per al desenvolupament social que les condicions materials. També va recomanar la literatura anarquista, en especial, els escrits de Kropotkin, en lloc de les obres de Marx, que eren les més influents a l'SPD.
La posició que la vaga general es podria utilitzar, però només com a últim recurs, va esdevenir dominant en el partit durant el debat de la vaga massiva. Això va causar molta preocupació entre els conservadors en el partit, especialment entre els nombrosos sindicalistes. En una reunió celebrada el febrer de 1906, els sindicalistes van ser aplacats pels líders del partit, que va dir que tractaria d'evitar una vaga general a tot preu. L'FVdG reaccionà publicant els protocols secrets de la reunió a Die Einigkeit, la qual cosa va enfurir molt als líders del partit.

### Escissió i conseqüències
A la convenció del partit de 1905, August Bebel, que havia estat sempre partidari d'un major paper dels sindicats afiliats a l'SPD, va proposar una resolució requerint a tots els membres del partit a unir-se als sindicats centralitzats de les seves respectives professions. Això hauria obligat a tots els membres de l'FVdG a deixar el partit o el sindicat. La resolució va ser aprovada i aplicada l'any 1907. Una enquesta de l'FVdG va donar com a resultat una votació de 22 contra 8 que s'oposava a unir-se al sindicat centralitzat.
Això va portar a alguns dels paletes, fusters i obrers de la construcció de la unió a sortir de l'FVdG el 1907 per evitar ser expulsats de l'SPD, dient que l'organització "estava prenent un camí, que sens dubte donaria lloc a conflictes amb l'SPD i el sindicalisme i l'anarquisme." El 1908, al congrés de l'SPD de Nuremberg, finalment es va votar a favor que ser membres de l'SPD i de l'FVdG fos incompatible.
A més de causar que prop de dos terços dels seus membres ho deixassin entre 1906 i 1910, la radicalització de l'FVdG també es correlaciona amb un lleuger canvi en l'ambient, a les indústries i regions d'on l'organització va reclutar als seus membres. Molts treballadors del metall i de la construcció, que tenien una tradició localista, deixaren la militància a conseqüència de les tendències sindicalistes i anarquistes de la FVdG. Els miners, que treballaven principalment a la regió del Ruhr, no tenien aquesta tradició, però van desenvolupar un cert escepticisme cap a les estructures burocràtiques. Prop de 450 d'ells es van unir a l'FVdG abans de la Primera Guerra Mundial, un senyal del que vindria després de la guerra.

## Període anterior a la guerra

### Contacte amb anarquistes i amb França
Després de l'escissió de l'SPD, l'FVdG va estar cada vegada més influenciada pel sindicalisme francès i l'anarquisme. El 1908, Kater deia que la Carta d'Amiens, la plataforma de la Confederació General del Treball (CGT) (en francès: Confédération Générale du Travail o CGT) francesa, la primera confederació sindical i la més gran en tot el món, era "una nova revelació".
Encara que no hi va haver contacte entre els "intel·lectuals anarquistes" alemanys (com Gustav Landauer i Erich Mühsam) i l'FVdG, que tenia membres influents anarquistes, sobretot Andreas Kleinlein i Fritz Köster i cada vegada més influents a la federació des del 1908, i això va conduir a la fundació de Der Pionier el 1911. Aquest diari, editat per Köster, tenia un to molt més agressiu que Die Einigkeit.
Malgrat aquesta evolució, la influència dels anarquistes a l'època anterior a la Primera Guerra Mundial a l'FVdG va ser quantitativament minsa, especialment dels membres principals, com a Kater que al mateix temps era molt escèptic amb la ideologia anarquista.

### El Primer Congrés Internacional Sindicalista

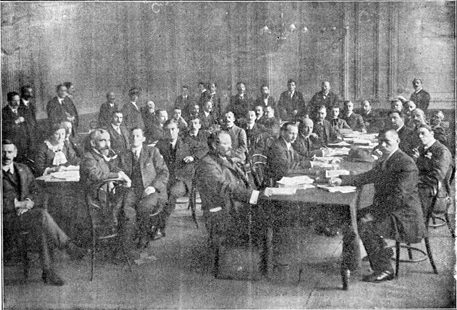
Una sessió del Primer Congrés Internacional Sindicalista

Després de la britànica Lliga per l'Educació Sindicalista Industrial (ISEL), una organització sindicalista de curta durada molt involucrada en l'onada de vagues des de 1910 a Gran Bretanya, i del sindicat neerlandès Secretaria Nacional de Treballadors (NAS), l'FVdG va ser la primera organització que va expressar el seu suport a les propostes publicades per fer un congrés sindical internacional l'any 1913.
Hi va haver dificultats per organitzar el congrés, i la CGT francesa es va negar a participar perquè estava afiliada ja a la federació socialdemòcrata Federació Internacional d'Organitzacions Sindicals. Malgrat aquests desafiaments, el Primer Congrés Internacional Sindicalista va tenir lloc a l'Ajuntament de Holborn a Londres des del 27 de setembre al 2 d'octubre. Britànics, suecs, danesos, neerlandesos, belgues, francesos, espanyols, italians, cubans, brasilers i argentins —tant organitzacions de sindicats com grups polítics— havien enviat delegats a Londres, a més de l'FVdG, que va estar representada per Karl Roche, Carl Windhoff i Fritz Kater. També hi va haver vincles amb grups noruecs, polonesos, i estatunidencs. Kater va ser elegit copresident del congrés al costat de Jack Wills. Després que Wills es va veure obligat a dimitir, Kater va ser copresident amb Jack Tanner.
El congrés va tenir dificultats per arribar a acords en moltes qüestions, un dels principals motius de conflictes va ser si es podien arriscar al desgast que podien provocar cismes ulteriors en el moviment obrer europeu, com havia passat a Alemanya i als Països Baixos. L'FVdG va estar d'acord en general amb els seus companys neerlandesos i va demanar als altres sindicats que decidissin entre el sindicalisme i el socialisme, mentre que els seus homòlegs italians, francesos i espanyols, sobretot Alceste De Ambris, de l'USI italiana, estaven més decidits a impedir un nou fraccionament.
En conseqüència, el Congrés estava dividit sobre la qüestió de si el seu propòsit era preparar simplement el camí a la intensificació de relacions entre els sindicats, o si s'havia de fundar una Internacional Sindicalista. Els oponents a una nova organització van prevaler, però el Congrés va acordar establir una Oficina d'Informació. L'Oficina d'Informació va estar a Amsterdam i va publicar el Butlletí Internacional del Moviment Sindicalista (Bulletin international du mouvement syndicaliste). El congrés va ser considerat un èxit per la majoria dels seus assistents, amb la notable excepció de De Ambris.
Al cap de dos anys s'havia de celebrar un segon congrés a Amsterdam, que no va tenir lloc a causa de l'esclat de la Primera Guerra Mundial. El Butlletí publicà divuit lliuraments abans que la guerra fes cessar la seva publicació.

## La Primera Guerra Mundial

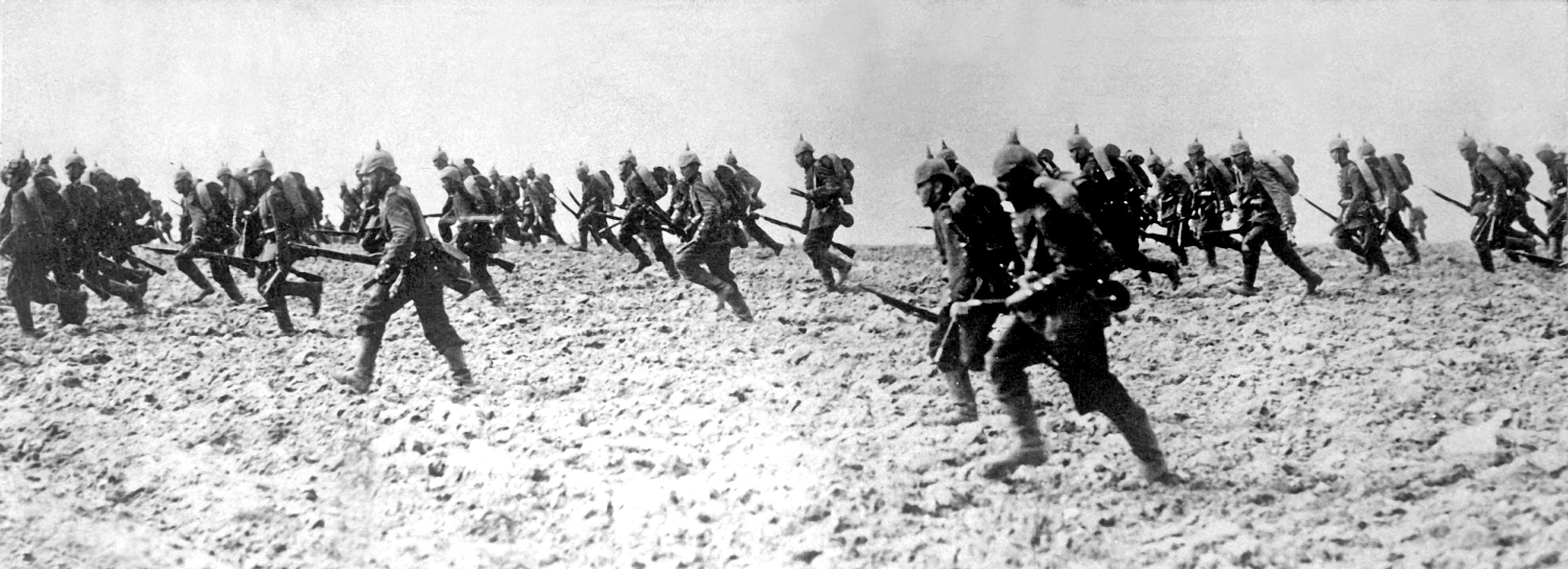
Infanteria alemanya l'any 1914, l'FVdG va ser l'únic sindicat alemany que no donà suport a l'esforç alemany a la Primera Guerra Mundial.

### Oposició a la guerra
Durant la preparació per a la Primera Guerra Mundial, l'FVdG denuncià la retòrica de l'SPD contra la guerra com una "farsa completa". A l'inici de la guerra, l'SPD i el corrent sindical principal van entrar a la Burgfrieden (o treva civil) amb l'Estat alemany. Segons aquest acord, les estructures dels sindicats es van mantenir intactes i el govern no va retallar els salaris durant la guerra.
Per la seva banda, els sindicats no van recolzar noves vagues, van acabar les que hi havia, i es van mobilitzar donant suport a l'esforç bèl·lic. Les Lleis del Servei Auxiliar a la Guerra de 1916 establiren una major cooperació entre patrons, sindicats i l'Estat mitjançant la creació de comitès de treballadors a les fàbriques i els tribunals d'arbitratge conjunt gerent-sindicat.
El FVdG, per contra, va ser l'única organització obrerista al país que es va negar a participar en el Burgfrieden. El sindicat va sostenir que el patriotisme en temps de guerra era incompatible amb l'internacionalisme proletari i que la guerra només podia aportar una major explotació del treball. De fet, el salari real, tenint en compte la inflació, de mitjana es va reduir en un 55% durant la guerra.
Mentre que el moviment principal del laborisme va arribar ràpidament a un acord amb l'estat segons el qual Rússia i el Regne Unit havien estat els culpables d'encendre la guerra, l'FVdG va sostenir que la causa de la guerra era l'imperialisme i que cap culpa no es podria assignar fins després que acabàs el conflicte. La federació va criticar durament l'hostilitat cap als estrangers que treballaven a Alemanya, sobretot polonesos i italians. També va rebutjar els conceptes de "nació" i la identitat nacional invocada en suport de la guerra, afirmant que el llenguatge comú, l'origen i la cultura (les bases d'una nació) no existien a Alemanya. Els diaris de l'FVdG també van declarar que la guerra refutava el materialisme històric, ja que les masses havien anat a la guerra contra el seu propi interès material.

### Prohibicions i repressió del govern

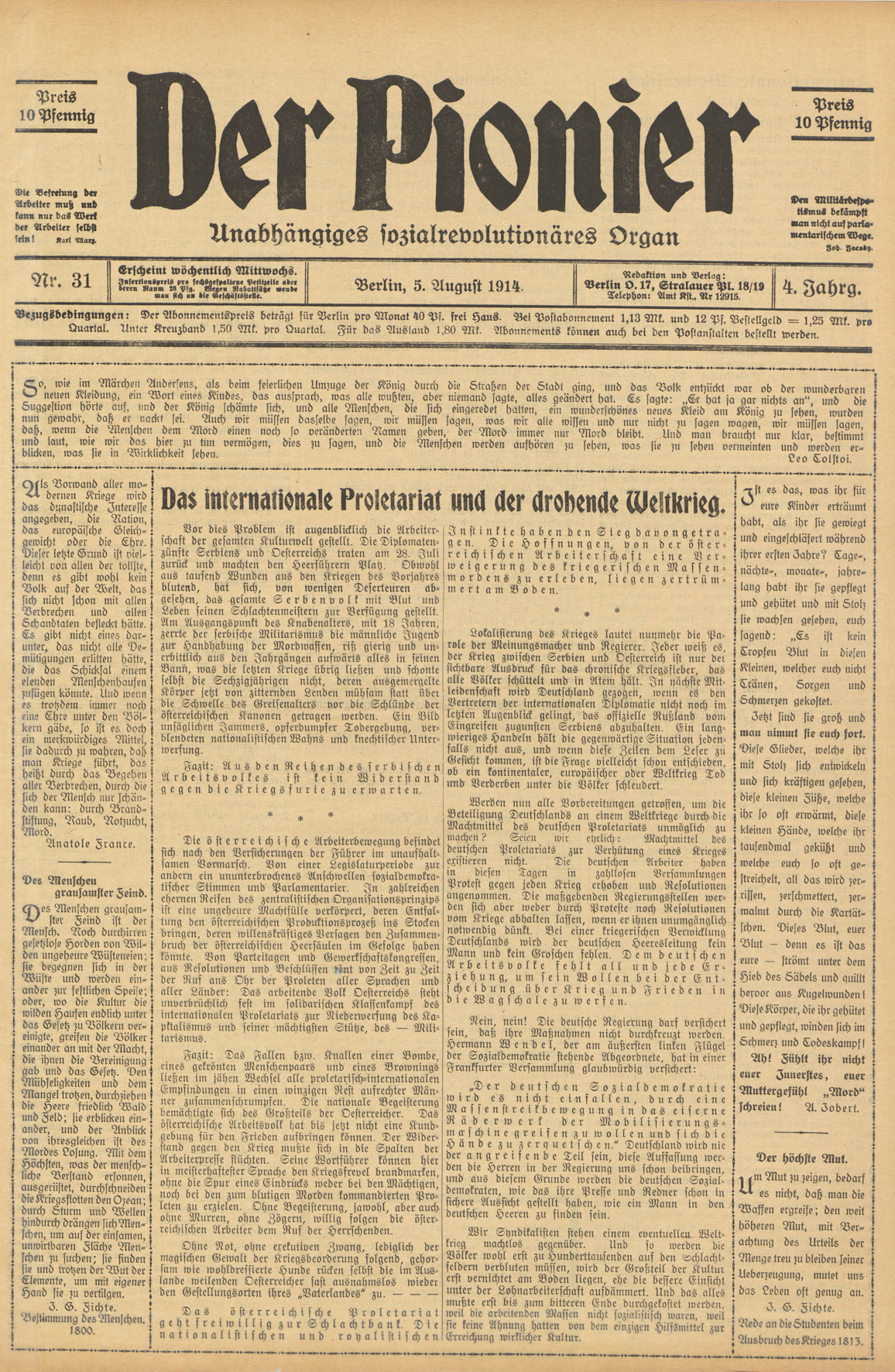
La darrera publicació de Der Pionier

Després de reafirmar Fritz Kater i Max Winkler l'antimilitarisme sindicalista el 5 d'agost de 1914 a Der Pionier, el diari va ser prohibit. Tres dies més tard, Die Einigkeit va criticar la postura de l'SPD en la guerra. Llavors també va ser bandejat. L'FVdG respongué ràpidament amb la fundació del setmanari Mitteilungsblatt.
Després que es va prohibir el juny de 1915, la federació fundà el bisetmenal Rundschreiben, que va sobreviure fins al maig de 1917. En els primers dies de la guerra, uns 30 activistes de l'FVdG a Colònia, Elberfeld, Düsseldorf, Krefeld i altres ciutats van ser detinguts, i alguns romaneren sota arrest domiciliari durant dos anys.
La repressió del govern contra l'FVdG va ser feixuga. Tot i que les prohibicions sovint es posaven a les reunions regulars del sindicat, les autoritats de Düsseldorf àdhuc prohibiren les reunions de l'orfeó sindical.

### Servei militar obligatori
Un altre problema per a la unió va ser que molts dels seus membres van ser reclutats per al servei militar obligatori. La meitat dels treballadors de la construcció de Berlín, el sindicat més gran de la federació, es van veure obligats a servir a l'exèrcit. En alguns llocs, tots els membres de l'FVdG van ser cridats al servei.

### Suport internacional
L'FVdG va rebre el suport de l'estranger. La branca de l'USI italiana dirigida per Armando Borghi, una minoria antimilitarista de la CGT francesa, el NAS neerlandès, així com els sindicats espanyol, suec, i danès van fer costat a l'FVdG en la seva oposició a la guerra.
Immediatament després de la declaració de guerra, l'FVdG va tractar de continuar les seves manifestacions contra la guerra en va. Tot i que constantment van criticar la Burgfrieden i el militarisme en general, no es va poder fer una acció col·lectiva excepte en alguns casos de menor importància, sobretot en la resistència de la unió dels fusters a treballar en diumenge.
Encara que l'FVdG va insistir que "l'objectiu és tot i […] ha de ser tot" (una altra forma de dir el que havia dit Bernstein: "l'objectiu final, sigui el que sigui, no és res per a mi: el moviment ho és tot"), no va poder fer molt més que mantenir les seves pròpies estructures vives durant la Primera Guerra Mundial.

### Esgotament a causa de la guerra

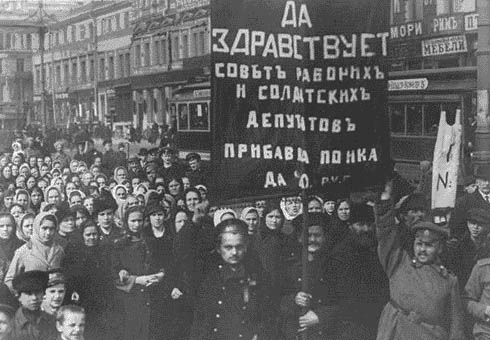
Revolució de Febrer de 1917 a Rússia

Amb la continuació de la primera guerra mundial, cresqué a Alemanya l'esgotament a causa de la guerra. La primera vaga des de l'inici de la guerra va esclatar el 1915, i després les vagues van anar augmentant constantment en freqüència i magnitud. El paper dels sindicats com a intermediaris entre empresaris i treballadors aviat va conduir a conflictes entre la base i els dirigents sindicals, cosa que va conduir a la pèrdua de membres per les Unions Sindicals Lliures. La qüestió de si se seguiria donant suport a la guerra va portar a una escissió del grup parlamentari de l'SPD.
La Revolució de Febrer de 1917 a Rússia va ser vista per l'FVdG com una expressió del desig de pau del poble. Els sindicalistes van prestar una especial atenció al paper que la vaga general (que havien estat defensant des de feia anys) va jugar en la revolució. No podien fer comentaris sobre la Revolució d'Octubre atès que el Rundschreiben havia estat prohibit en l'època en què aquesta va esclatar.

## Revolució de Novembre i refundació com a FAUD

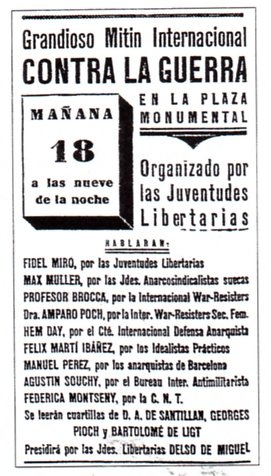
Publicitat d'un míting contra la guerra a la plaça de toros La Monumental a Barcelona, amb Augustin Souchy a la llista de conferenciants. Entre altres hi havia José Brocca, Federica Montseny i Amparo Poch i Gascón. L'esdeveniment estava programat pel 18 de juliol de 1936.

### Recuperació després de la guerra
Alguns afirmen que les vagues de l'FVdG a la indústria d'armament al febrer i al març de 1918 van ser decisives, però l'organització no es va restablir en l'àmbit nacional fins a desembre de 1918: El 14 de desembre, Fritz Kater començà a publicar Der Syndikalist (El Sindicalista) a Berlín com un substitut de Die Einigkeit i el 26 i el 27 de desembre, es va dur a terme a Berlín una conferència organitzada per Kater i a la qual van assistir 33 delegats de 43 sindicats locals.
A la conferència de Berlín els delegats van reflexionar sobre els moments difícils durant la guerra i amb orgull van assenyalar que l'FVdG era l'únic sindicat que no havia ajustat el seu programa a les noves condicions polítiques, ja que s'havia mantingut fidel a la seva lluita contra l'Estat i als principis internacionalistes. Els delegats van reafirmar el seu rebuig del parlamentarisme i es van negar a participar en l'Assemblea Nacional de Weimar.
A la primavera de 1919, Karl Roche va escriure una nova plataforma per a l'FVdG titulada “Was wollen die Syndikalisten? Programm, Ziele und Wege der 'Freien Vereinigung deutscher Gewerkschaften” («Què volen els sindicalistes? El programa, metes, i mètodes de l'"Associació Lliure de Sindicats Alemanys"»). A més de reiterar les idees i consignes d'abans de la guerra, va anar més enllà quan va criticar la participació en la democràcia electoral, al·legant que aquesta confonia i incapacitava la lluita de classes del proletariat. La plataforma també va demanar l'establiment de la dictadura del proletariat, una posició que va ser dissenyada per apropar-se al naixent Partit Comunista (KPD) i la Internacional Comunista d'Alemanya.

### Vaga de miners al Ruhr i creixement d'afiliats
Des de la fi de 1918 i al 1919, l'FVdG es va tenir un paper important en el moviment de vaga a la regió del riu Ruhr (en la que hi van estar involucrats majoritàriament els minaires). Els seus organitzadors, sobretot Carl Windhoff, es van convertir en oradors regulars a les manifestacions dels treballadors. El primer d'abril va començar una vaga general amb el suport de l'FVdG, el KPD i el Partit Socialdemòcrata Independent alemany (USPD). A la vaga hi van participar fins al 75% dels minaires de la regió fins que va ser reprimida violentament a final d'abril pel govern liderat per l'SPD.
Després de la vaga i el consegüent col·lapse de la Unió General de Miners, l'FVdG va ampliar els seus sindicats ràpidament i independentment dels partits polítics abans esmentats, especialment a la regió del Ruhr. Això va conduir a una expansió massiva dels membres de l'FVdG.
El criticisme de l'FVdG amb els sindicats burocràtics centralitzats, la seva advocació de l'acció directa, i les seves quotes d'afiliació baixes van ser ben rebudes pels treballadors en la regió del Ruhr. L'agost de 1919, la federació tenia al voltant de 60.000 membres a tot Alemanya. No obstant això, els seus sindicats miners del Ruhr abandonaren l'esquema de sindicalisme horitzontal que havia estat l'organització tradicional de l'FVdG, i preferiren les estructures més simples del sindicalisme industrial.

### Fusió amb els sindicats comunistes
La fi de la cooperació entre l'FVdG i els partits polítics a la regió del Ruhr va ser part d'una tendència a tot el país després que Paul Levi, un antisindicalista, va esdevenir president del KPD al març. D'altra banda, Rudolf Rocker, un anarquista comunista i seguidor de Kropotkin, es va unir a l'FVdG el mes de març de 1919. Va tornar a través dels Països Baixos el novembre de 1918 després de viure a l'exili a Londres, on havia estat actiu en el marc de l'anarquisme jueu. Augustin Souchy, un altre anarquista seguidor de Gustav Landauer, també es va unir a la federació el 1919. Tots dos ràpidament van guanyar influència a l'organització i, com a antimarxistes, es van oposar a l'estreta col·laboració amb els comunistes.
No obstant això, la secció de l'FvdG de Renània i Westfàlia es van fusionar amb els sindicats d'esquerra comunista per formar LA Unió Lliure de Treballadors (FAU) al setembre de 1919. Els sindicalistes de l'FVdG van ser la facció més gran i dominant en la FAU. Els estatuts de la FAU en gran part reflecteixen compromisos dels sindicats membres de la federació, però també reflecteixen una influència significativa de l'FVdG.

### Fundació del Sindicat Lliure de Treballadors d'Alemanya
Aviat es va decidir dur la fusió de Renània i Westfàlia a l'àmbit nacional. El XII Congrés de l'FVdG, que va tenir lloc del 27 al 30 de desembre, es va convertir en el congrés fundacional del Sindicat Lliure de Treballadors d'Alemanya (FAUD).
En aquest moment la majoria dels comunistes, inclòs l'influent membre veterà Karl Roche, ja havien deixat el sindicat o estaven en procés de sortir de la FAU a Renània i Westfàlia. La majoria d'ells s'uniria a la Unió General de Treballadors d'Alemanya (AAUD), que va ser fundada el febrer de 1920. Sense els comunistes marxistes que s'oposassin a la seva adopció, la "Prinzipienerklärung des Syndikalismus" ("Declaració de Principis Sindicalista") d'un Rocker acuradament anarquista, de la qual la Comissió Executiva li havia encarregat la redacció, es va convertir en la plataforma de la FAUD sense molta controvèrsia. La FAUD també va rebutjar la dictadura del proletariat i altres termes i idees marxistes.
D'acord amb la Comissió Executiva, el congrés va comptar amb l'assistència de 109 delegats que representaven a 111.675 treballadors, el doble dels que havien estat convocats només quatre mesos i mig abans.